# Обикновена злина
Обикновената злина или злолетница, зимен кресон, зимниче, збина (Barbarea vulgaris, син. Erysimum barbarea) е двугодишно или многогодишно растение от сем. Кръстоцветни (Зелеви) достигащо до 0,4 м. Латинското му наименование произлиза от Св. Барбара (Св. Варвара), която се чества през декември. Хермафродитен вид, цъфти от май до август, а семената узряват от юли до септември. Цветовете са жълти. Самозасява се. Медоносно.

## Употреба
Билка и подправка. Използва се прясна, рядко варена (попарена), само младите листа. Те са пикантна добавка за салати. Вкусът им е подобен на кресон. Събират се през първата и втората година през целия вегетационен период. Могат да се ползват също пъпките и цветовете на растението.

Трябва да се приема в умерени количества заради опасност от бъбречна недостатъчност; да се спазват указанията в кулинарните и билковите рецепти.
Кръвопречистваща и стимулираща апетита билка.

В земеделието – отличен сидерат, предшественик за домати

## Разпространение
На светли и полусенчести места край ручеи и влажни ровове, край пътища и ниви, по склонове – на надморска височина до 2500 м. Среща се в цяла Европа, в части от Азия и Африка, в Северна Америка (включително Гренландия), в Южна Америка и Австралия.

## Отглеждане
Растението е подходящо за леки (песъчливи), средни и тежки глинести почви, но предпочита добре дренирана и влажна почва. Може да расте през цялата зима, особено ако времето е меко. При сухо време трябва да се полива, защото е влаголюбиво.